# OpenDataFrance
OpenDataFrance est une association loi de 1901, créée le 9 octobre 2013,. Elle a pour objectifs de regrouper et soutenir les collectivités territoriales françaises engagées activement dans une démarche d’ouverture des données publiques et de favoriser les démarches entreprises par ces collectivités pour la promotion et le développement de l’open data en France.

## Missions
L’association Opendata France (ODF) se donne comme objectifs :
- Apporter à ses membres les informations, conseils ou autres soutiens nécessaires à l’ouverture des données publiques ;
- Favoriser les négociations avec l’ensemble des partenaires nationaux ou internationaux, notamment avec les ministères concernés, les instances de régulation et les différents acteurs économiques du secteur ;
- Favoriser les productions communes par des groupes de travail ou ateliers sur des thèmes définis en commun comme devant apporter des éléments de réponse aux questions qui se posent sur l’open data et sa mise en œuvre ;
- Participer au développement du mouvement open data par toutes actions de communication (conférence…), valorisation, formation et accompagnement ;
- Représenter ses membres auprès de toute autorité publique et privée dans le but d’assurer la défense des intérêts matériels et moraux de ses membres ;
- Mettre en œuvre tous les autres moyens susceptibles d’être utilisés pour concourir à la réalisation de l’objet de l’association.

## Les membres et les portails Opendata associés
La liste des adhérents d'opendatafrance[réf. nécessaire] est:
Villes, agglomérations et métropoles
- Toulouse Métropole et la ville de Toulouse[3];
- Nantes Métropole et la ville de Nantes[4] ;
- Rennes Métropole et la ville de Rennes[5],
- Ville de Montpellier[6];
- Ville de Bordeaux[7]et la métropole de Bordeaux[8] ;
- Métropole de Lyon[9] ;
- La ville de Digne-les-Bains[10] ;
- La commune de Brocas[11] ;
- La ville de Paris[12] ;
- Angers Loire Métropole [13];
- La communauté urbaine Pays d'Aix[10] ;
- Nice Métropole[14];
- Metz Métropole[15];
- Aix-Marseille[16] Provence Métropole
- Grenoble-Alpes Métropole[17]
- Métropole Européenne de Lille[18]
- Montpellier Méditerranée Métropole[19]
- Eurométropole de Strasbourg[20]
- Avignon
- Grand Poitiers
- Grenoble
- Meudon
- Mulhouse Alsace Agglomération
- Niort
- Paris Saclay
- Versailles
- Coeur Cote Fleurie
- Communauté de Communes du Pays Réuni d'Orange
- Castelnaudary
- La Rochelle
- Lieusaint
- Marseille
- Mogneneins

Les départements
- Le département des Côtes d'Amor
- Le département de Gironde[21];
- Le département des Hautes-Pyrénées
- Le département des Hauts-de-Seine[22];
- Le département d'Isère
- Le département de Loire-Atlantique[23];
- Le département du Loiret
- Le département de Nièvre
- Le département de Saône-et-Loire[24];
- Le département des Pyrénées-Atlantique
- Le département du Vaucluse

Les régions et collectivités territoriales
- La région Auvergne Rhône Alpes[25];
- La région Bretagne
- La région Centre Val de Loire
- La collectivité territoriale de Corse[26];
- La région Île-de-France[27];
- La région Nord-Pas-de-Calais[28];
- La région Occitanie[29]
- La région Pays-de-la-Loire[30];
- La région Provence-Alpes-Côte d'Azur[31];

Les Syndicats Mixte et GIP
- ATGeRI[32]
- InfoCom'94[33]
- Megalis Bretagne
- Morbihan Energie[34]
- Soluris[35]
- Territoire Numérique Bourgogne Franche Comté[36]

## Activités
Dès sa création, l'association travaille avec Etalab sur les dispositifs d'accompagnement nécessaires pour soutenir les collectivités territoriales dans leur démarche d'ouverture des données publiques. 
Les services proposés sont de nature variée (conseil, formation, publication, méthodologique, communication) :
- des kits de ressources pédagogiques[38], en particulier de soutien aux petites et moyennes collectivités avec OpenData Locale[39];
- le principe d'un socle commun des données locales[40];
- un certain nombre d'outils comme Validata[41] ou encore GeoDataMine, un outil qui permet aux collectivités locales d’extraire rapidement des données relatives au territoire à partir de la base topographique OpenStreetMap[42];
- en 2018[43], un Observatoire de l'open data des territoires[44], co-financé par la Caisse des Dépôts, Etalab et OpenDataFrance[45].

En mars 2018, 257 collectivités participaient à l'ouverture des données publiques dans les territoires. En octobre 2018, elles étaient 343 (soit une évolution de 33%). Près de la moitié sont des collectivités de plus de 100 000 habitants,. En octobre 2019, 460 collectivités (sur 4510 collectivités concernées par la mise en application du principe des données ouvertes) participaient à l'ouverture des données publiques dans les territoires.